# The Heart of Everything
The Heart Of Everything is het vierde studioalbum van de Nederlandse symfonische metalband Within Temptation. Het album werd voorgegaan door een single, What Have You Done, een duet met Keith Caputo van de Amerikaanse band Life of Agony. Het album kwam uit op 9 maart 2007, maar lekte eerder uit op internet op zaterdag 24 februari 2007, drie weken voor de officiële releasedatum.
Het is het eerste album van Within Temptation dat ook in de Verenigde Staten werd uitgebracht, zij het met een iets gewijzigde tracklist en een bonustrack (Stand my ground) van het vorige album. Dat album is op nummer één binnengekomen in de Amerikaanse Heatseeker Charts.

## Tracklist
1. The Howling
2. What Have You Done (feat. Keith Caputo)
3. Frozen
4. Our Solemn Hour
5. The Heart Of Everything
6. Hand Of Sorrow
7. The Cross
8. Final Destination
9. All I Need
10. The Truth Beneath The Rose
11. Forgiven
12. What Have You Done (Rock Mix) (bonus track voor de digi-pack editie)

Op de iTunes-versie van The Heart of Everything ontbreekt ‘What Have You Done (Rock Mix)’. Wel staan drie live-nummers op het album: Memories, Angels en Stand My Ground.

## Singles
- What Have You Done
- Frozen
- All I Need
- Forgiven
- Hand of Sorrow

## Hitnotering
| "The Heart Of Everything" in de Nederlandse Album Top 100 - binnen: 17-03-2007 | "The Heart Of Everything" in de Nederlandse Album Top 100 - binnen: 17-03-2007 | "The Heart Of Everything" in de Nederlandse Album Top 100 - binnen: 17-03-2007 | "The Heart Of Everything" in de Nederlandse Album Top 100 - binnen: 17-03-2007 | "The Heart Of Everything" in de Nederlandse Album Top 100 - binnen: 17-03-2007 | "The Heart Of Everything" in de Nederlandse Album Top 100 - binnen: 17-03-2007 | "The Heart Of Everything" in de Nederlandse Album Top 100 - binnen: 17-03-2007 | "The Heart Of Everything" in de Nederlandse Album Top 100 - binnen: 17-03-2007 | "The Heart Of Everything" in de Nederlandse Album Top 100 - binnen: 17-03-2007 | "The Heart Of Everything" in de Nederlandse Album Top 100 - binnen: 17-03-2007 | "The Heart Of Everything" in de Nederlandse Album Top 100 - binnen: 17-03-2007 | "The Heart Of Everything" in de Nederlandse Album Top 100 - binnen: 17-03-2007 | "The Heart Of Everything" in de Nederlandse Album Top 100 - binnen: 17-03-2007 | "The Heart Of Everything" in de Nederlandse Album Top 100 - binnen: 17-03-2007 | "The Heart Of Everything" in de Nederlandse Album Top 100 - binnen: 17-03-2007 | "The Heart Of Everything" in de Nederlandse Album Top 100 - binnen: 17-03-2007 | "The Heart Of Everything" in de Nederlandse Album Top 100 - binnen: 17-03-2007 | "The Heart Of Everything" in de Nederlandse Album Top 100 - binnen: 17-03-2007 | "The Heart Of Everything" in de Nederlandse Album Top 100 - binnen: 17-03-2007 | "The Heart Of Everything" in de Nederlandse Album Top 100 - binnen: 17-03-2007 | "The Heart Of Everything" in de Nederlandse Album Top 100 - binnen: 17-03-2007 | "The Heart Of Everything" in de Nederlandse Album Top 100 - binnen: 17-03-2007 | "The Heart Of Everything" in de Nederlandse Album Top 100 - binnen: 17-03-2007 | "The Heart Of Everything" in de Nederlandse Album Top 100 - binnen: 17-03-2007 | "The Heart Of Everything" in de Nederlandse Album Top 100 - binnen: 17-03-2007 | "The Heart Of Everything" in de Nederlandse Album Top 100 - binnen: 17-03-2007 | "The Heart Of Everything" in de Nederlandse Album Top 100 - binnen: 17-03-2007 | "The Heart Of Everything" in de Nederlandse Album Top 100 - binnen: 17-03-2007 | "The Heart Of Everything" in de Nederlandse Album Top 100 - binnen: 17-03-2007 |
| Week                                                                           | 01                                                                             | 02                                                                             | 03                                                                             | 04                                                                             | 05                                                                             | 06                                                                             | 07                                                                             | 08                                                                             | 09                                                                             | 10                                                                             | 11                                                                             | 12                                                                             | 13                                                                             | 14                                                                             | 15                                                                             | 16                                                                             | 17                                                                             | 18                                                                             | 19                                                                             | 20                                                                             | 21                                                                             | 22                                                                             | 23                                                                             | 24                                                                             | 25                                                                             | 26                                                                             | 27                                                                             | 28                                                                             |
| ------------------------------------------------------------------------------ | ------------------------------------------------------------------------------ | ------------------------------------------------------------------------------ | ------------------------------------------------------------------------------ | ------------------------------------------------------------------------------ | ------------------------------------------------------------------------------ | ------------------------------------------------------------------------------ | ------------------------------------------------------------------------------ | ------------------------------------------------------------------------------ | ------------------------------------------------------------------------------ | ------------------------------------------------------------------------------ | ------------------------------------------------------------------------------ | ------------------------------------------------------------------------------ | ------------------------------------------------------------------------------ | ------------------------------------------------------------------------------ | ------------------------------------------------------------------------------ | ------------------------------------------------------------------------------ | ------------------------------------------------------------------------------ | ------------------------------------------------------------------------------ | ------------------------------------------------------------------------------ | ------------------------------------------------------------------------------ | ------------------------------------------------------------------------------ | ------------------------------------------------------------------------------ | ------------------------------------------------------------------------------ | ------------------------------------------------------------------------------ | ------------------------------------------------------------------------------ | ------------------------------------------------------------------------------ | ------------------------------------------------------------------------------ | ------------------------------------------------------------------------------ |
| Nummer                                                                         | 1                                                                              | 2                                                                              | 4                                                                              | 6                                                                              | 8                                                                              | 9                                                                              | 12                                                                             | 10                                                                             | 22                                                                             | 25                                                                             | 28                                                                             | 27                                                                             | 32                                                                             | 39                                                                             | 44                                                                             | 46                                                                             | 53                                                                             | 58                                                                             | 57                                                                             | 52                                                                             | 55                                                                             | 60                                                                             | 63                                                                             | 95                                                                             | 82                                                                             | 79                                                                             | 53                                                                             | 76                                                                             |
| Week                                                                           | 29                                                                             | 30                                                                             | 31                                                                             | 32                                                                             | 33                                                                             | 34                                                                             | 35                                                                             | 36                                                                             | 37                                                                             | 38                                                                             | 39                                                                             | 40                                                                             | 41                                                                             | 42                                                                             | 43                                                                             | 44                                                                             | 45                                                                             | 46                                                                             | 47                                                                             | 48                                                                             | 49                                                                             | 50                                                                             |                                                                                | 51                                                                             |                                                                                | 52                                                                             |                                                                                |                                                                                |
| Nummer                                                                         | 98                                                                             | 68                                                                             | 61                                                                             | 83                                                                             | 72                                                                             | 79                                                                             | 79                                                                             | 94                                                                             | 37                                                                             | 42                                                                             | 51                                                                             | 55                                                                             | 55                                                                             | 52                                                                             | 54                                                                             | 54                                                                             | 66                                                                             | 67                                                                             | 72                                                                             | 65                                                                             | 66                                                                             | 87                                                                             | uit                                                                            | 99                                                                             | uit                                                                            | 88                                                                             | uit                                                                            |                                                                                |